# Kanton Gennevilliers
Kanton Gennevilliers is een kanton van het Franse departement Hauts-de-Seine. Het werd opgericht bij decreet van 24 februari 2014, met uitwerking in maart 2015.

Kanton Gennevilliers maakt deel uit van het arrondissement Nanterre en telt 70.678 inwoners in 2017. 

## Gemeenten
Het kanton Gennevilliers omvat volgende gemeenten:
- Gennevilliers (hoofdplaats)
- Villeneuve-la-Garenne